# 72
Évszázadok: i. e. 1. század – 1. század – 2. század
Évtizedek: 20-as évek – 30-as évek – 40-es évek – 50-es évek – 60-as évek – 70-es évek – 80-as évek – 90-es évek – 100-as évek – 110-es évek – 120-as évek
Évek: 67 – 68 – 69 – 70 –  71 – 72 – 73 – 74 – 75 – 76 – 77

## Események

### Római Birodalom
- Vespasianus császárt (helyettese májustól Caius Licinius Mucianus, szeptembertől Marcus Ulpius Traianus, novembertől Sextus Marcius Priscus) és fiát, Titus Caesar Vespasianust (helyettese Titus Flavius Sabinus, Cnaeus Pinarius Aemilius Cicatricula) választják consulnak.
- IV. Antiokhosz kommagénéi királyt Lucius Caesennius Paetus syriai helytartó azzal vádolja, hogy összejátszik a pártusokkal. Vespasianus megfosztja Antiokhoszt a trónjától, Kommagénét pedig Syriához csatolja.
- A zsidó háború tisztogatási akciói között a rómaiak ostrom alá veszik Machaerus erődjét és a védők szabad elvonulás fejében megadják magukat.
- Vespasianus Szamáriában megalapítja Flavia Neapolis (ma Náblusz) városát.
- Rómában megkezdődik a Colosseum építése.

## Születések
- Iulia Balbilla, római költőnő
- Jamatotakeru, japán herceg

## Halálozások
- December 21. – Tamás apostol

## Fordítás
- Ez a szócikk részben vagy egészben  az   AD 72 című angol Wikipédia-szócikk ezen változatának fordításán alapul.  Az eredeti cikk szerkesztőit annak laptörténete sorolja fel. Ez a jelzés csupán a megfogalmazás eredetét és a szerzői jogokat jelzi, nem szolgál a cikkben szereplő információk forrásmegjelöléseként.